# Kliucinîkî, Kaniv
Kliucinîkî (în ucraineană Ключники) este un sat în comuna Martînivka din raionul Kaniv, regiunea Cerkasî, Ucraina. În secolul al XIX-lea, satul făcea parte din volostul Tahancea, uezdul Kaniv. 

## Demografie
Componența lingvistică a localității Kliucinîkî
     Ucraineană (90,32%)
     Rusă (9,68%)
Conform recensământului din 2001, majoritatea populației localității Kliucinîkî era vorbitoare de ucraineană (90,32%), existând în minoritate și vorbitori de rusă (9,68%).